# Casey Viator
Casey Viator (* 4. September 1951; † 4. September 2013) war ein US-amerikanischer Bodybuilder.
1971 wurde er im Alter von 19 Jahren der jüngste Gewinner des AAU-Mr.-America-Wettbewerbs. 1982 belegte er bei Mr. Olympia den dritten Platz. Bekanntheit erlangte er vor allem als Proband beim Colorado-Experiment 1973 von Arthur Jones. Bei diesem Experiment nahm Viator durch konsequentes Hochintensitätstraining innerhalb von nur 28 Tagen 20,4 kg zu, verlor 8,13 kg an Körperfett und erzielte eine Gesamtzunahme an Muskeln von 28,67 kg.